# Tympanota postrubidaria
Tympanota postrubidaria là một loài bướm đêm trong họ Geometridae.